# Sydney Sweeney
Sydney Bernice Sweeney (Spokane, 12 settembre 1997) è un'attrice, modella e produttrice cinematografica statunitense.
Ha ottenuto il riconoscimento iniziale per i suoi ruoli in Everything Sucks!, The Handmaid's Tale e Sharp Objects. Ha ricevuto consensi più ampi per la sua interpretazione di Cassie Howard nella serie televisiva Euphoria (2019-presente) e nella prima stagione della serie antologica The White Lotus (2021), entrambe le quali le sono valse due nomination ai Primetime Emmy Awards nel 2022 come miglior attrice non protagonista.
Nel cinema, Sydney Sweeney è comparsa in C'era una volta a... Hollywood (2019) di Tarantino, dove ha interpretato Dianne "Snake" Lake, e in seguito ha interpretato ruoli da protagonista nel film drammatico Reality e nella commedia romantica Anyone but You. Nel 2024, ha recitato nel film di supereroi Madame Web, interpretando il personaggio di Julia Carpenter / Spider-Woman e ha prodotto e interpretato il film horror Immaculate.
Sweeney è ambasciatrice di diversi marchi e testimonial di numerose campagne pubblicitarie, per marchi come Giorgio Armani, Guess, Kérastase, Samsung.

## Biografia
Sydney Sweeney è nata il 12 settembre 1997, a Spokane, nello Stato di Washington da Lisa Mudd, un'ex avvocata penalista, e Steven Sweeney, un hospitality manager. È cresciuta nella regione dello stato del Panhandle, nell'Idaho settentrionale, lungo il confine con Washington, in una casa rurale in riva al lago dove la sua famiglia abita da cinque generazioni.
Ha frequentato la scuola media alla Saint George's School di Spokane. Sweeney si è interessata alla recitazione dopo aver fatto un'audizione per essere una comparsa in un film indipendente che veniva girato nell'area di Spokane. Per convincere i suoi genitori a permetterle di dedicarsi alla recitazione, ha presentato loro un piano aziendale quinquennale. Iniziò a fare audizioni e ottenere ingaggi di recitazione pubblicitaria a Seattle e Portland, Oregon, dove risiedeva temporaneamente la famiglia, fino a quando scelse di trasferirsi a Los Angeles quando aveva 13 anni.
Alle medie, Sweeney faceva parte della squadra di robotica e partecipava al club di matematica. È stata la valedictorian della sua classe di diploma alla Brighton Hall School di Burbank, in California. Nel 2016 Sweeney ha lavorato brevemente agli Universal Studios di Hollywood, ma se n'è andata dopo essere stata assunta per un lavoro di recitazione. Ha anche frequentato brevemente l'Università della California, a Los Angeles.

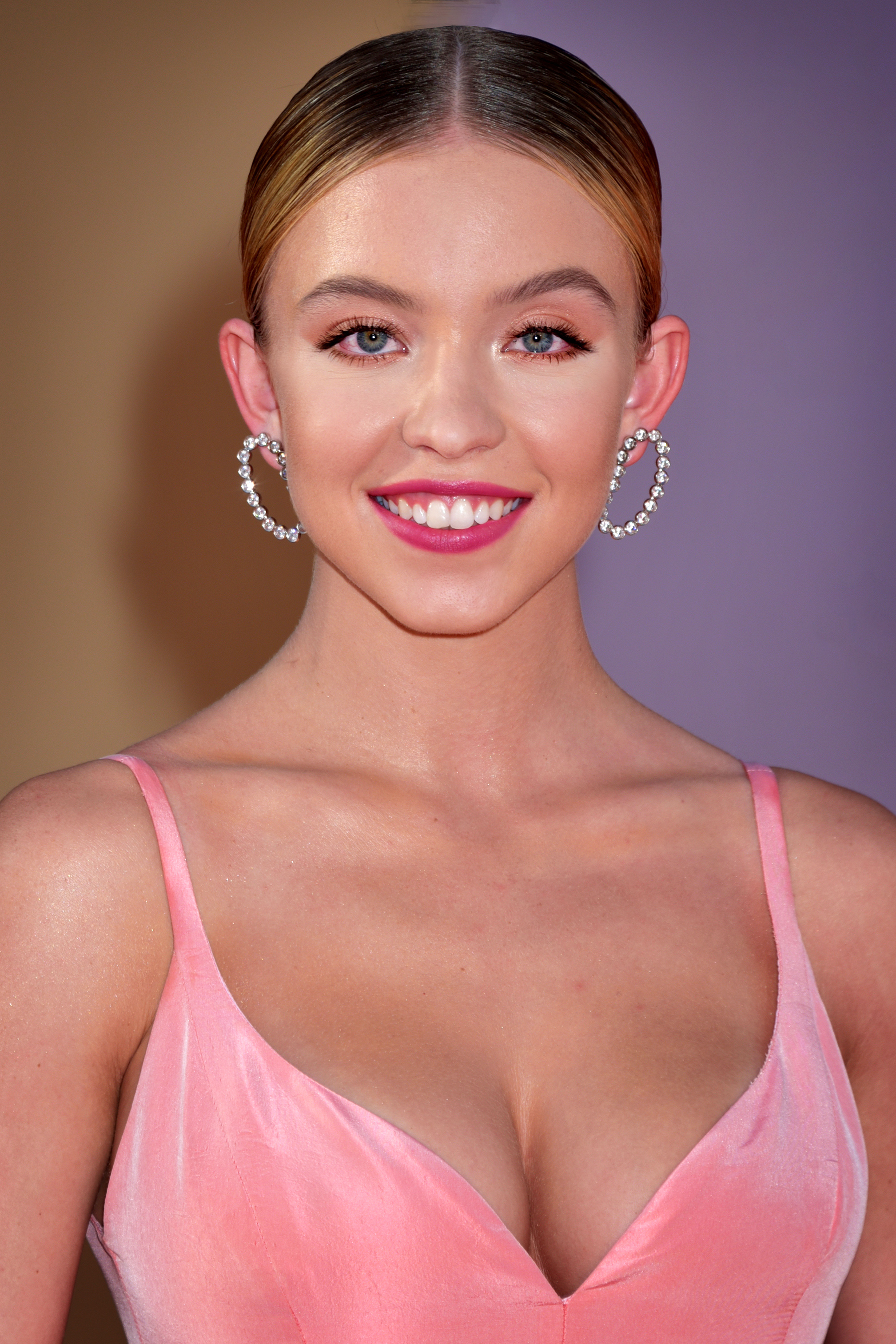
Sydney Sweeney nel 2019

## Carriera

### Primi lavori (2009-2019)
Sweeney ha iniziato la sua carriera come guest star in programmi televisivi come 90210, Criminal Minds, Grey's Anatomy e Pretty Little Liars.  Ha avuto un piccolo ruolo nel 2009 nel film ZMD: Zombies of Mass Destruction, nel 2010 nel film The Ward - Il reparto e nel 2013 nel film Spiders 3D. Nel 2016 ha un ruolo nel film Cassidy Way, mentre nel 2017 ha recitato nei film Vikes e Dead Ant. Nel 2018 è stata la protagonista della pellicola Non è mia figlia e, sempre nello stesso anno, ha avuto dei ruoli in varie serie televisive, ad esempio recitando la parte di Emaline Addario in Everything Sucks! o interpretando Eden Spencer in The Handmaid's Tale. È poi apparsa nella miniserie della HBO Sharp Objects, in cui originariamente il suo personaggio avrebbe dovuto avere un ruolo minore, ma il regista ha continuato a coinvolgerla per più scene. Ha girato Everything Sucks! e Sharp Objects contemporaneamente, il primo durante la settimana e il secondo nei fine settimana. Sweeney ha avuto un ruolo nel film Under the Silver Lake nel 2018. Ha anche recitato come eroina nel film horror Along Came the Devil, cui avrebbe fatto seguito la sua apparizione del dramma Clementine.

### Euphoriae il successo mondiale (2019-)
La svolta arriva nel 2019, quando recita in C'era una volta a... Hollywood di Quentin Tarantino, dove interpreta il membro della Family Dianne "Snake" Lake, oltre a interpretare la parte di Cassie Howard nella serie televisiva della HBO Euphoria. Lo spettacolo è stato un successo strepitoso, diventando la seconda serie HBO più vista. La sua interpretazione ha ricevuto elogi, guadagnandosi una nomination per il Primetime Emmy Award come miglior attrice non protagonista in una serie drammatica nel 2022.
Sweeney è la fondatrice della società di produzione Fifty-Fifty Films, lanciata nel 2020. Lo stesso anno, ha recitato nel film televisivo Nocturne e nella pubblicità live-action di Webtoon per il fumetto online Lore Olympus, interpretando Persefone. Nel 2021 è la protagonista del film The Voyeurs e Night Teeth, mentre in campo televisivo recita nella prima stagione di The White Lotus di Mike White. Per la sua interpretazione del personaggio, è stata nominata per il Primetime Emmy Award come miglior attrice non protagonista in una serie o film limitata o antologica nel 2022. I suoi successi le sono valsi un posto nella lista Time 100 Next per il 2022.
Nel gennaio 2023, Sweeney è diventata ambasciatrice del marchio per le aziende Armani Beauty e Laneige. Ha recitato nel ruolo del veterano dell'aeronautica militare statunitense Reality Winner nel thriller drammatico di Tina Satter Reality, presentato in anteprima al 73° Festival del cinema di Berlino. Steph Green di IndieWire ha trovato il film "montato in modo inventivo e straordinariamente teso" e ha etichettato Sweeney come "una vera professionista". Jessica Kiang di Variety ha scritto di aver interpretato "Winner in modo così convincente che è difficile ricordarla come l'adolescente sarcastica e viziata in The White Lotus, o la brava ragazza diventata cattiva in Euphoria". Sweeney ha poi avuto un ruolo nel thriller poliziesco Americana, presentato in anteprima al South by Southwest Festival nel marzo 2023.
Ha recitato nel video musicale del singolo dei The Rolling Stones "Angry", dal loro album del 2023 Hackney Diamonds. In risposta alle critiche secondo cui il video la oggettificava, Sweeney lo ha difeso definendolo "un modo per dare potere abbracciando il mio corpo". All'età di 25 anni, Sweeney è stata selezionata come una delle 30 Under 30 del 2023 da Forbes nella categoria celebrità. Sweeney ha recitato con Glen Powell nella commedia romantica Anyone but You, presentata in anteprima nel dicembre 2023.  È diventato un successo commerciale inaspettato. Sweeney è stata produttrice esecutiva del film ed è stata determinante nell'assunzione del co-protagonista Glen Powell e del regista Will Gluck, oltre a contribuire alla sceneggiatura.
Nel 2024, Sweeney compare nel film di supereroi Marvel comics Madame Web, ambientato nel franchise Sony's Spider-Man Universe, diretto da S. J. Clarkson, in cui interpreta il personaggio di Julia Carpenter / Spider-Woman. È uscito nel febbraio 2024, ricevendo recensioni negative e un fiasco al botteghino. Per quanto riguarda il botteghino e il fallimento critico del film, Sweeney ha detto "Sono stata semplicemente assunta come attrice, quindi ero solo lì per il viaggio per qualsiasi cosa sarebbe successo." A marzo, ha ospitato un episodio di Saturday Night Live.Ha poi prodotto e recitato nel film horror psicologico Immaculate. Inizialmente ha fatto un provino per il progetto nel 2014. Anni dopo, ha acquistato i diritti della sceneggiatura e ha assunto il frequente collaboratore Michael Mohan per dirigere.Sweeney ha detto che ha considerato la produzione un modo per creare opportunità per se stessa. Lo stesso anno è co-protagonista in Eden diretto da Ron Howard. Recensendo il film per TheWrap , il critico Chase Hutchinson ha detto: "(Sweeney) scappa via con tutto ... è il suo aspetto sottile e una crescente agenzia che trasforma Eden in qualcosa di più ... ogni momento con lei in prima linea è Eden al suo meglio."
Nel 2025, Sweeney ha recitato al fianco di Julianne Moore in Echo Valley. Ha imparato ad andare a cavallo per il ruolo.

## Vita privata
Sweeney ha iniziato a frequentare l'uomo d'affari Jonathan Davino nel 2018 e si sono fidanzati nel 2022. Hanno prodotto insieme i film Tutti tranne te e Immaculate, e Sweeney considerava Davino il suo "partner di produzione". Si sono separati alla fine di marzo 2025 e il loro matrimonio è stato annullato.
Sweeney è un'appassionata di automobili e ha restaurato una Ford Bronco del 1969 e una Ford Mustang del 1965. In collaborazione con la Ford Motor Company, ha progettato una Mustang 2024 personalizzata. È sostenitrice del Partito Repubblicano. 

## Filmografia parziale

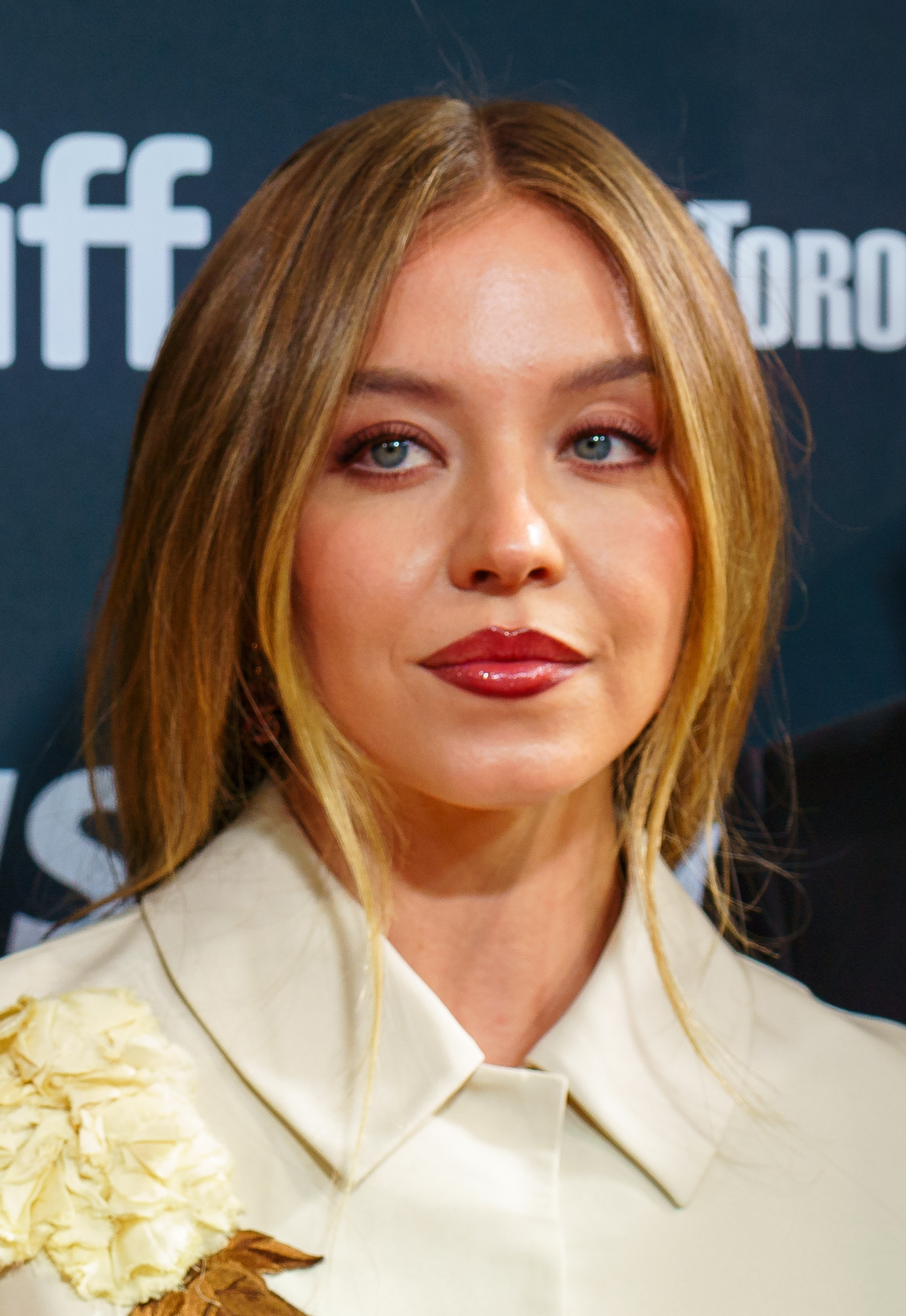
Sydney Sweeney nel 2024

### Attrice

#### Film
- ZMD: Zombies of Mass Destruction, regia di Kevin Hamedani (2009)
- The Ward - Il reparto (The Ward), regia di John Carpenter (2010)
- Poppies: Odyssey of an Opium Eater, regia di David Bertelsen (2010)
- Takeo, regia di Omar Samad - cortometraggio (2010)
- Night Blind, regia di Robert Parks - cortometraggio (2010)
- Love Made Visible, regia di Liang Zhao - cortometraggio (2010)
- Spiders 3D, regia di Tibor Takács (2013)
- The Martial Arts Kid, regia di Michael Baumgarten (2015)
- Mai fidarsi di uno sconosciuto (Stolen from the Suburbs), regia di Alex Wright (2015)
- The Unborn, regia di Samuel N. Benavides - cortometraggio (2015)
- Held, regia di Amanda Weier - cortometraggio (2015)
- Angels in Stardust, regia di William Robert Carey (2016)
- The Horde, regia di Jared Cohn (2016)
- Vikes, regia di Tenney Fairchild (2017)
- Dead Ant, regia di Ron Carlson (2017)
- Manic, regia di Kate Marks - cortometraggio (2017)
- It Happened Again Last Night, regia di Roze e Gabrielle Stone - cortometraggio (2017)
- Relentless, regia di Lance Tracy (2018)
- Non è mia figlia (The Wrong Daughter), regia di Ben Meyerson (2018)
- Under the Silver Lake, regia di David Robert Mitchell (2018)
- Tell Me Your Name, regia di Jason DeVan (2018)
- Giovani e felici (Big Time Adolescence), regia di Jason Orley (2019)
- Clementine, regia di Lara Gallagher (2019)
- C'era una volta a... Hollywood (Once Upon a Time in Hollywood), regia di Quentin Tarantino (2019) - Dianne "Snake" Lake
- Halsey: Graveyard, regia di Anton Tammi - cortometraggio (2019)
- Nocturne, regia di Zu Quirke (2020)
- The Voyeurs, regia di Michael Mohan (2021)
- Night Teeth, regia di Adam Randall (2021)
- Downfalls High, regia Machine Gun Kelly e Mod Sun - cortometraggio (2021)
- Reality, regia di Tina Satter (2023)
- Americana, regia di Tony Tost (2023)
- Tutti tranne te (Anyone But You), regia di Will Gluck (2023)
- Madame Web, regia di S. J. Clarkson (2024) - Julia Carpenter / Spider-Woman
- Immaculate - La prescelta (Immaculate), regia di Michael Mohan (2024)
- Eden, regia di Ron Howard (2024)
- Echo Valley, regia di Michael Pearce (2025)

#### Televisione
- Heroes – serie TV, episodio 4x04 (2009)
- Criminal Minds – serie TV, episodio 5x08 (2009)
- Chase – serie TV, episodio 1x01 (2010)
- 90210 – serie TV, episodio 3x06 (2010)
- The Bling Ring, regia di Michael Lembeck – film TV (2011)
- Kickin' It - A colpi di karate – serie TV, episodio 1x05 (2011)
- Grey's Anatomy – serie TV, episodio 11x06 (2014)
- The Middle – serie TV, episodio 8x22 (2017)
- Pretty Little Liars – serie TV, episodio 7x20 (2017)
- In the Vault – serie TV, 7 episodi (2017)
- Everything Sucks! – serie TV, 10 episodi (2018)
- The Handmaid's Tale – serie TV, 7 episodi (2018)
- Sharp Objects – miniserie TV, 2 puntate (2018)
- Euphoria – serie TV (2019-2022) - Cassie Howard
- Day by Day – serie TV, episodio 1x3 (2020)
- The White Lotus – serie TV, 6 episodi (2021)

#### Videoclip musicali
- Halsey Graveyard, regia di Anton Tammi (2019)
- Machine Gun Kelly Downfalls High (2021)
- The Rolling Stones Angry, regia di François Rousselet (2023)

### Doppiatrice
- Robot Chicken – serie TV, 4 episodi (2021-2022) - Barbie e altri

### Produttrice
- Immaculate - La prescelta (Immaculate), regia di Michael Mohan (2024)

## Riconoscimenti (parziale)
- Critics' Choice Awards

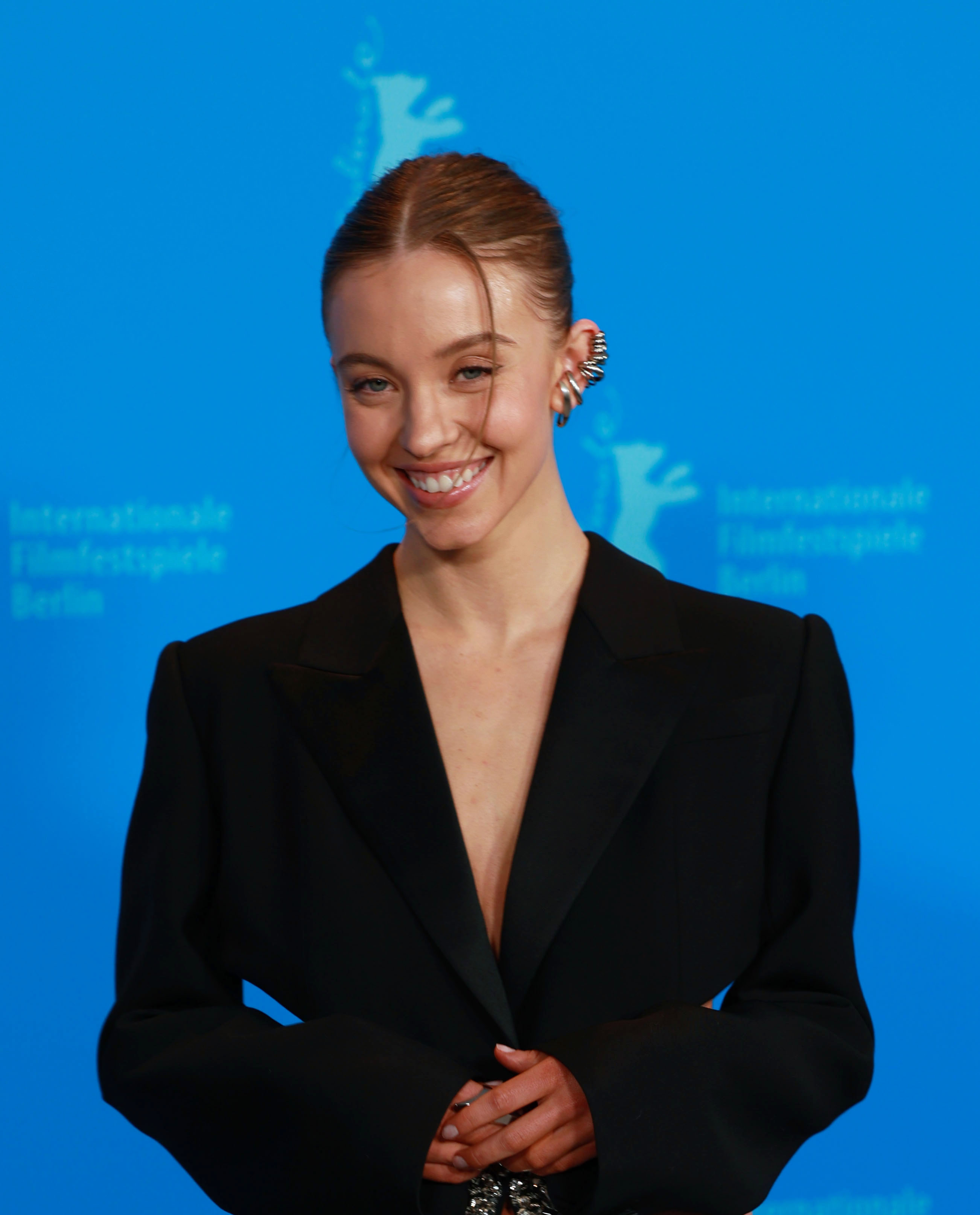
Sydney Sweeney al Festival di Berlino 2023

  - 2024 – Candidatura per la miglior attrice protagonista in una miniserie o film per la televisione per Reality
- Awards Daily Cooler Awards
  - 2023 – Candidatura alla Miglior attrice protagonista in una serie limitata/antologica per Reality[62]
- MTV Movie & TV Awards
  - 2022 – Miglior combattimento (Cassie vs. Maddy) per Euphoria[63]
  - 2022 – Candidatura per la miglior performance in una serie per Euphoria
- Premio Emmy
  - 2022 – Candidatura alla migliore attrice non protagonista in una serie drammatica per Euphoria[64]
  - 2022 – Candidatura alla migliore attrice non protagonista in una miniserie o film televisivo per The White Lotus
- Screen Actors Guild Award
  - 2019 – Candidatura per il miglior cast in una serie drammatica per The Handmaid's Tale[65]

## Doppiatrici italiane
Nelle versioni in italiano delle opere in cui ha recitato, Sydney Sweeney è stata doppiata da:
- Ludovica Bebi in Everything Sucks!, C'era una volta a... Hollywood, Madame Web
- Letizia Ciampa in Euphoria, Tutti tranne te, Eden
- Eva Padoan in Nocturne, Night Teeth
- Giulia Bersani in The Handmaid's Tale, The Voyeurs
- Margherita De Risi in Immaculate - La prescelta
- Veronica Benassi in The White Lotus
- Giorgia Locuratolo in Non è mia figlia
- Chiara Oliviero in Sharp Objects
- Sara Imbriani in Pretty Little Liars